# 2022年度Gold List得獎名單
2022年度Gold List獎（英語：2022 Gold List）是非營利組織Gold House與亞太娛樂聯盟（英語：Coalition of Asian Pacifics，縮寫為「CAPE」）聯合舉辦的電影類獎項「Gold List」（另称「Gold House年度金榜」、「年度金榜」、「電影金榜」、「黃金名單」、「Gold List金榜獎」、「Gold House獎」）第2屆授獎活動，入圍與正式獲獎名單於2022年1月21日公佈。

## 概述
本次Gold List獎共計有13類獎項，新增獎項分別為最佳動畫短片獎（Best Animated Short）、最佳實景短片獎（Live Action Short）、突破性獨立電影獎（Breakout Independent Film），其他獎項類別同前一屆，延用先前頒發給正式獎者的獎項，還有授與「榮譽提名獎（Honorable Mention）」給入圍但未取得正式大獎的對象表彰成就的機制。突破性獨立電影獎同時是該屆獎項裡，唯一沒有「榮譽提名獎」名額的獎項。
在本次正式獲獎者中，《尚氣與十環傳奇》共計入圍6項獎項，贏得4項正式獎項，分別為最佳影片、最佳導演、最佳男配角、最佳女配角，該片的男演員獎與改編劇本獎項則獲頒榮譽提名獎，為該屆正式獲獎者之最。濱口龍介執導的《在車上》入圍4項獎項，獲頒最佳男演員獎、最佳改編劇本獎，導演與電影則取得榮譽提名獎，同時是該屆入圍獎數僅次於《尚氣與十環傳奇》者。《綠衣騎士 (電影)》與《漂浪人生》同樣入圍3項獎項，其中《綠衣騎士 (電影)》入圍的3項獎項均以榮譽提名獎作收。《漂浪人生》入圍的3項獎項中贏得最佳原創劇本獎，獲取最佳動畫長片榮譽提名獎與最佳紀錄長片榮譽提名獎，是該屆動畫長片作品入圍獎項最多和唯一以動畫長片形式入圍最佳紀錄長片者，多於入圍2項獎項、贏得最佳動畫長片但獲得原創劇本榮譽提名獎的《尋龍使者：拉雅》，以及最終同樣獲頒最佳動畫長片榮譽提名獎的《龍與雀斑公主》。最佳女演員獎則由出演《永恆族 (電影)》的陳靜獲獎。
本屆的最佳紀錄長片獎獲勝者，為記錄2018年睡美人洞救援行動的《洞穴救援行動》。此外， 馬維佳執導的動畫短片《河岸》、與《尋龍使者：拉雅》同為華特迪士尼動畫工作室出品的動畫短片《奇幻夜 (2021年電影)》入圍該屆最佳動畫短片獎，但最終由《Namoo》取得優勝。最佳實景短片獎與突破性獨立電影獎則分別由《The Long Goodbye》、《印度糖果與香料》取勝。

## 獲獎名單
- 註：標示粗體者為該屆獲獎者，導演與演員後方為執導或出演電影作品。標示「※」記號者為該屆新增獎項。

| 獎項                                           | 獲獎者                                 | 榮譽提名獎                                                         |
| ---------------------------------------------- | -------------------------------------- | ------------------------------------------------------------------ |
| 最佳影片獎（Best Picture）                     | 《尚氣與十環傳奇》                     | 《在車上》、《綠衣騎士 (電影)》                                    |
| 最佳導演獎（Best Director）                    | 德斯汀·丹尼爾·克雷頓《尚氣與十環傳奇》 | 凯瑞·福永《007：生死交戰》、濱口龍介（《在車上》）                 |
| 最佳男演員獎（Best Actor）                     | 西島秀俊《在車上》                     | 戴夫·帕托《綠衣騎士 (電影)》、劉思慕《尚氣與十環傳奇》             |
| 最佳女演員獎（Best Actress）                   | 陳靜《永恆族 (電影)》                  | Maggie Q《刺客密令》、帕蒂·哈里森《代孕關係》                      |
| 最佳男配角獎（Best Supporting Actor）          | 梁朝偉《尚氣與十環傳奇》               | 黃凱旋《靈魂候選人》、史蒂芬·連《人類（2021年電影）》              |
| 最佳女配角獎（Best Supporting Actress）        | 奧卡菲娜《尚氣與十環傳奇》             | 潔西卡·漢維克《駭客任務：復活》、莎莉塔・喬杜芮《綠衣騎士 (電影)》 |
| 最佳原創劇本獎（Best Original Screenplay）     | 《漂浪人生》                           | 《靈魂候選人》、《尋龍使者：拉雅》                                 |
| 最佳改編劇本獎（Best Adapted Screenplay）      | 《在車上》                             | 《永恆族 (電影)》、《尚氣與十環傳奇》                              |
| 最佳動畫長片獎（Best Animated Feature）        | 《尋龍使者：拉雅》                     | 《龍與雀斑公主》、《漂浪人生》                                     |
| 最佳紀錄長片獎（Best Documentary Feature）     | 《洞穴救援行動》                       | 《登樓嘆》、《漂浪人生》                                           |
| ※最佳動畫短片獎（Best Animated Short）         | 《Namoo》                              | 《河岸》（英語：Step Into the River）、《奇幻夜 (2021年電影)》                        |
| ※最佳實景短片獎（Live Action Short）           | 《The Long Goodbye》                   | 《Americanized》、《The Little Prince(ss)》                        |
| ※突破性獨立電影獎（Breakout Independent Film） | 《印度糖果與香料》                     | 不適用                                                             |

## 外部連接
- Gold House Gold List官方網站 （页面存档备份，存于）

## 備註
1. ↑  濱口龍介在同年入圍同為Gold House舉辦，表彰傑出亞裔人士的「A100 List」名單之中[5]